# David Friedrich Strauss

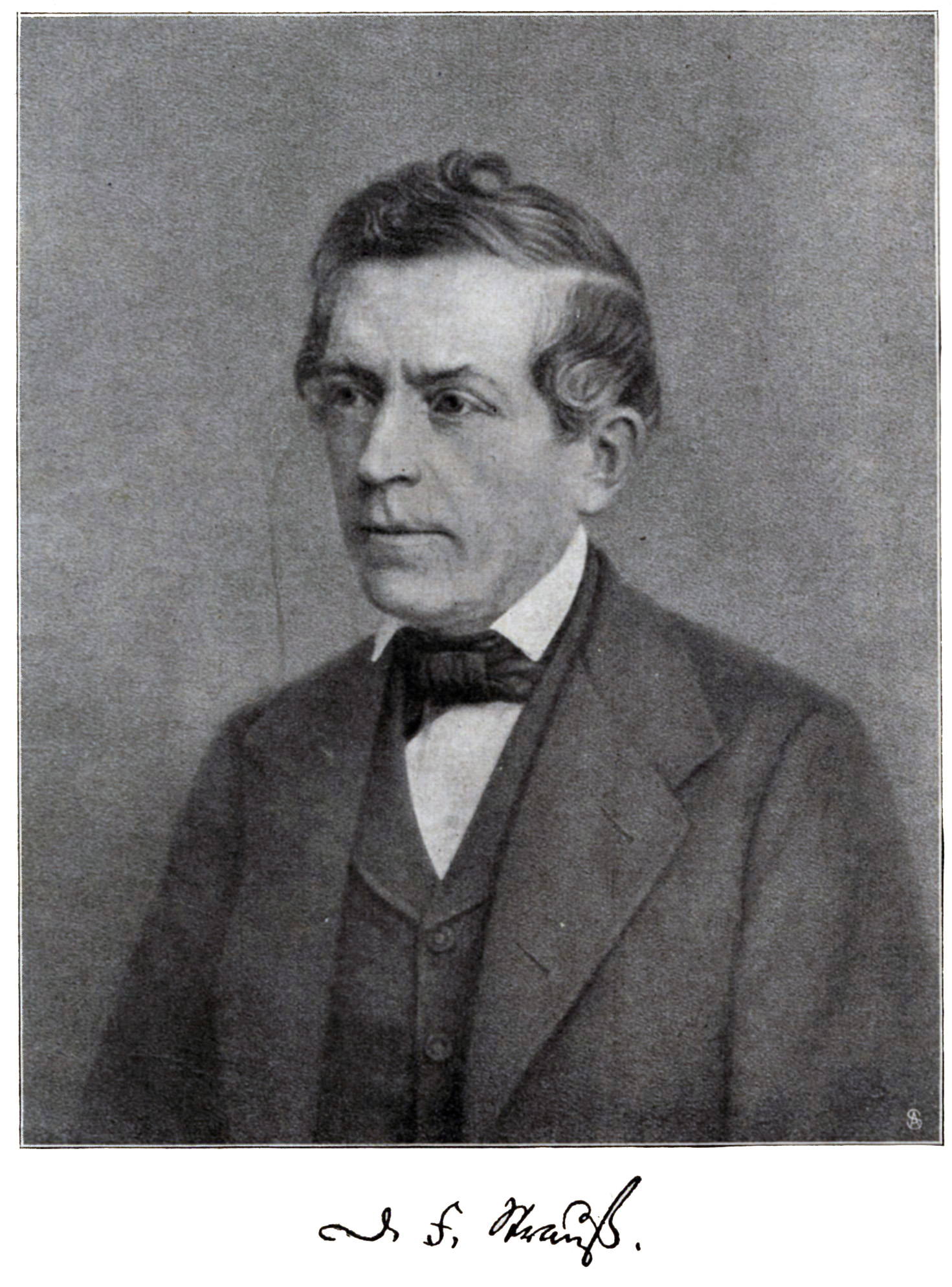
David Friedrich Strauss

David Friedrich Strauss (Ludwigsburg, Württembergi Királyság, 1808. január 27. – Ludwigsburg, 1874. február 8.) német teológiai író, bibliakritikus.

## Élete
Tübingenban tanult. 1830-ban már segédlelkész, 1831-ben pedig helyettes teológiai tanár volt. Ez utóbbi év novemberében Berlinbe ment, ahol Schleiermachert hallgatta. Visszatérvén Berlinből, 1832-ben repetens lett a tübingai szemináriumban és egyszersmind ugyanott az egyetemen bölcseleti felolvasásokat tartott. Itt adta ki 1835-36-ban Das Leben Jesu című 2 kötetes művét, mely nevét egyszerre ismertté tette. Művének megjelenése után azonnal elveszítette repetensi állását és mint tanító nyert állást a ludwigsburgi líceumban, majd 1836-tól kezdve Stuttgartban élt mint magánzó, álláspontját irodalmilag is védelmezvén (Streitschriften, 3 füzet, Tübingen, 1837), de e mellett Friedliche Blätter (Altona, 1838) című művével újabb izgalmakra adván okot. 1839 februárjában a zürichi egyetemre hívták meg a dogmatika és egyháztörténet tanárává, mely meghívás a zürichi kormány bukását idézte elő.
1848-ban megakadályozták a klerikálisok, hogy beválasszák a német parlamentbe, míg a württembergi országgyűlésnek (Landtag) tagja volt, de ott erősen konzervatív magatartást tanusítván, állását elvesztette. Renannal 1870-ben folytatott hazafias levélváltása (Krieg und Friede, Lipcse, 1870) sokáig élénk emlékezetében élt honfitásainak.

## Munkássága
Jézus élete című művének kritikájában az evangéliumok összes tartalmát a mítoszok területére akarja utalni, egyszerűen megtagadván a bibliai csodák és egyéb természetfölötti tények lehetőségét. Jézus neki nem más, mint egy kegyes galileai zsidó, aki korának rajongó váradalmai között lassanként elhiteti magával, hogy ő a jövendő Messiás, aki az együgyű kedélyek előtt magasabb erkölcsiségével és prédikációinak nemes hangjával csakugyan kellőleg is tudott imponálni. Műve harmadik kiadásában Jézust már legalábbis kiváló vallásos géniusznak nyilatkoztatja ki, de az 1840-ben megjelent negyedik kiadásban már ismét az első kiadás álláspontjára tér vissza.
Az 1840-41-ben megjelent Die christliche Glaubenslehre stb. című művében (uo. 1865); Der neue und der alte Glaube (Lipcse, 1872, 6. kiad. 1873), mely utóbbi művében leplezetlenül kimondja, hogy az egyház csak a gyönge kedélyek számára való intézmény, míg ő és a vele hasonlók csak a művészetben és a klasszikusok olvasásában találnak épülést.
Straussnak úgy előszámlált, mint egyéb műveit magas szellem, klasszikus nyelvezet és megragadó előadási művészet jellemzi és főként történeti művei igen érdemes művek. Ilyenek: Charakteristiken und Kritiken (Tübingen, 1837, 2. kiad. 1841); Der politische und theologische Liberalismus (Halle, 1848); Sechs theologisch-politische Volksreden (Stuttgart, 1848); Kleine Schriften, biographischen etc. Inhalts (két kötetben, Lipcse 1862 és 1867); továbbá külön kötetekben megírta Christian Märklin (Mannheim 1851), Ulrich von Hutten (Lipcse, 1858-60, 3 kötet, második rövidített kiadás: Lipcse, 1871), Hermann Samuel Reimarus (Lipcse, 1862), Lessing Bölcs Náthánjának (Berlin, 1865, 2. kiad. 1867), Voltaire (Lipcse, 1870) életrajzait. Leveleit kiadta E. Zeller (Ausgewählte Briefe, Bonn 1895).